# História da farmácia

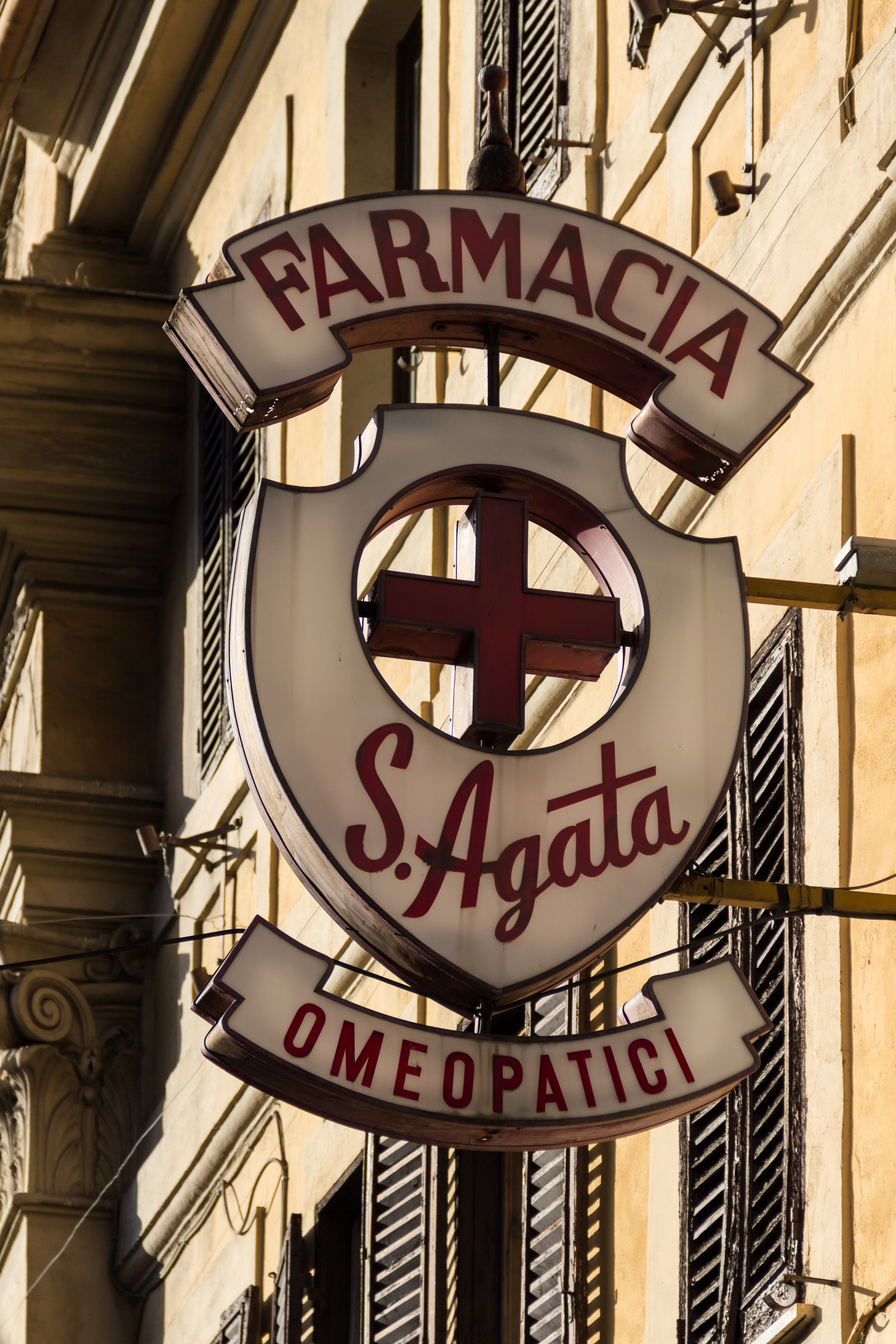
Farmácia em Roma, Itália

A história da farmácia como ciência independente remonta ao primeiro terço do século XIX. Antes disso, a farmácia evoluiu desde a antiguidade como parte da medicina. A história da farmácia coincide bem com a história da medicina, mas é importante que haja uma distinção entre os dois tópicos. A indústria farmacêutica é um dos campos mais pesquisados na indústria acadêmica, mas a história em torno desse tópico específico é esparsa em comparação com o impacto que causou em todo o mundo. Antes do advento dos farmacêuticos, existiam boticários que trabalhavam ao lado de padres e médicos no atendimento ao paciente.

## Farmácia pré-histórica
Estudos paleofarmacológicos atestam o uso de plantas medicinais na pré-história. Por exemplo, ervas foram descobertas na Caverna de Xanidar, e restos da noz de areca (Areca catechu) na Caverna do Espírito.:8 O homem pré-histórico aprendeu técnicas farmacêuticas por instinto, observando pássaros e animais, e usando água fria, folhas, terra ou lama como agente calmante.

## Antiguidade

### Mesopotâmia e Egito
Tábuas cuneiformes sumérias registram prescrições de remédios. O antigo conhecimento farmacológico egípcio foi registrado em vários papiros, como o Papiro Ebers de 1550 a.C. e o Papiro de Edwin Smith do século XVI a.C.
Os primeiros textos farmacêuticos foram escritos em tabuletas de argila pelos mesopotâmios. Alguns textos incluíam fórmulas, instruções via pulverização, infusão, fervura, filtragem e espalhamento; ervas também foram mencionadas. Babilônia, um estado dentro da Mesopotâmia, forneceu a prática mais antiga conhecida de administrar um boticário, ou seja, uma farmácia. Ao lado do doente havia um padre, um médico e um farmacêutico para atender às suas necessidades.

### Grécia

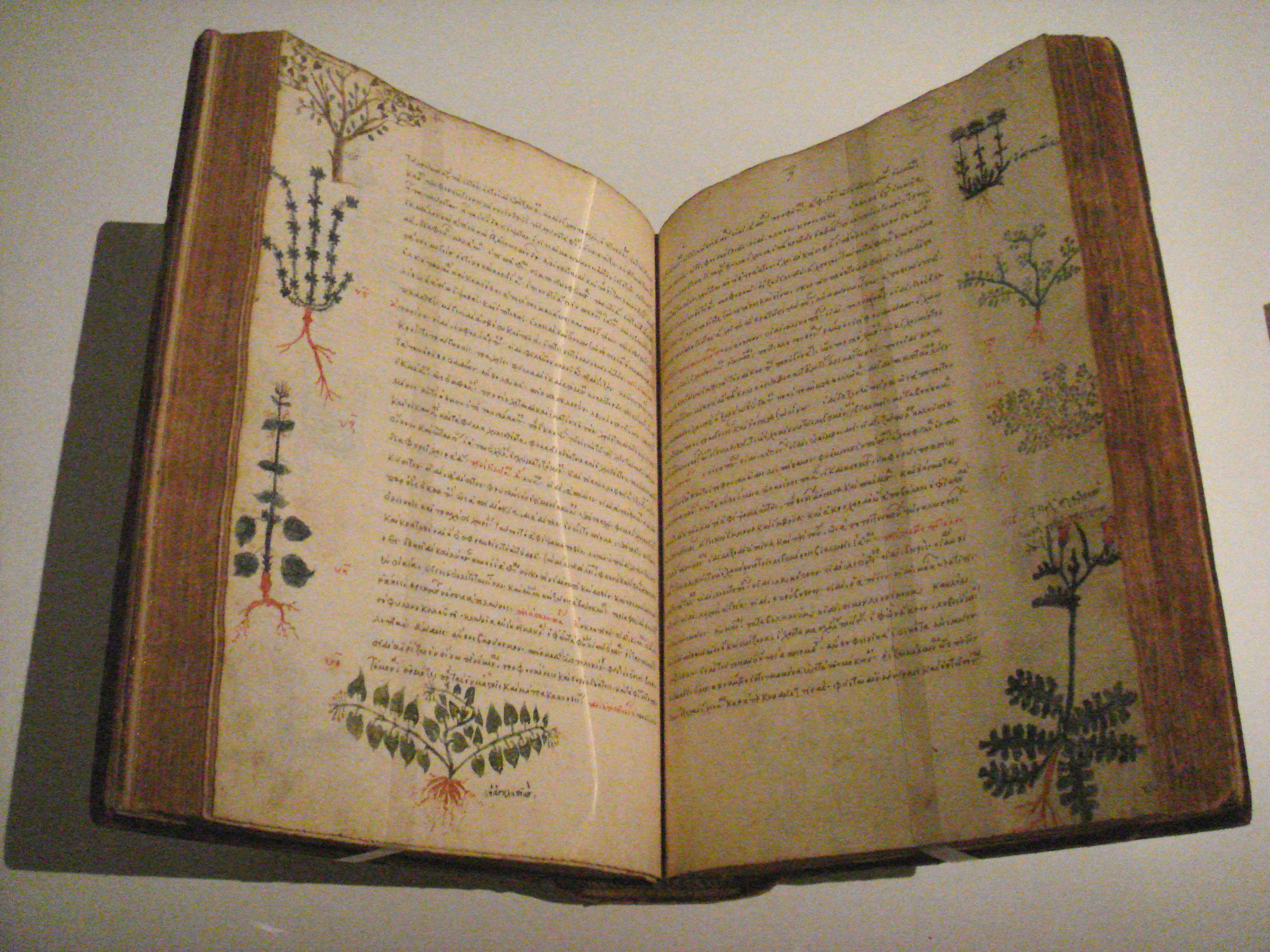
Dioscórides, Sobre Material Médico, Bizâncio, século XV

Na Grécia Antiga, existia uma separação entre médico e fitoterapeuta. Os deveres do fitoterapeuta eram fornecer aos médicos matérias-primas, incluindo plantas, para fazer remédios. De acordo com Edward Kremers e Glenn Sonnedecker, "antes, durante e depois da época de Hipócrates havia um grupo de especialistas em plantas medicinais. Provavelmente o representante mais importante desses rhizotomoi foi Diócles de Caristo (século IV a.C.). Ele é considerado como fonte de todos os tratados farmacoterapêuticos gregos entre a época de Teofrasto e Dioscórides".
Entre 60 e 78, :21–22 o médico grego Pedânio Dioscórides escreveu um livro de cinco volumes, Sobre Material Médico, cobrindo mais de seiscentas plantas e cunhando o termo "material médico". Ele formou a base para muitos textos medievais e foi construído por muitos cientistas do Oriente Médio durante o Renascimento islâmico. :21–22